# Koudenpolder
De Koudenpolder (ook: Koudepolder) is een polder ten westen van Hoek, behorende tot de Polders tussen Axel, Terneuzen en Hoek, in de Nederlandse provincie Zeeland. 
De polder werd, vrijwel gelijktijdig met de Lovenpolder, bedijkt in 1545 door Jan van der Walle. Het betrof een schor in de Braakman. De polder heeft een oppervlakte van 494 ha. Samen met de Lovenpolder vormde deze polder tot 1615 een eiland.
De Koudenpolder grenst in het noordwesten aan de Braakmankreek, terwijl ook enkele kreekrestanten zijn ingedijkt. In het noordoosten van de polder vindt men de Voorste Kreek.
Langs de oostelijke dijk van de polder ontwikkelde zich het dijkdorp Hoek, dat later enigszins is uitgebreid met woonwijken.
Ten zuiden van Hoek vindt men nog de buurtschappen Driedijk, Mauritsfort (genoemd naar een fort uit 1588) en Zandplaat.